# 로건산
로건산(영어: Mount Logan)은 캐나다에서 가장 높은 산으로, 북아메리카에서는 디날리 산에 이어 두 번째로 높다. 산의 이름은 캐나다 지질 조사국의 창립자인 윌리엄 에드먼드 로건에서 왔다. 로건 산은 캐나다 유콘 준주 남서부 클루앤 국립공원 및 보존지구에 위치하며, 허버드 빙하와 로건 빙하의 발원지이다.

## 같이 보기
- 최고 고도순 나라 목록